# دوري اسطنبول لكرة القدم 1922–23
دوري اسطنبول لكرة القدم 1922–23 هو موسم من دوري اسطنبول لكرة القدم ‏. فاز فيه نادي فناربخشه.